# Tosses de Vences
Les Tosses de Vences és una muntanya de 321 metres que es troba al municipi de Xerta, a la comarca catalana del Baix Ebre.